# Joris Verhaegen
Joris Jan-Baptist Verhaegen (ur. 3 maja 1921 w Hulshout, zm. 25 sierpnia 1981 w Leuven) – belgijski polityk i działacz związkowy, wieloletni burmistrz Hulshout, senator, poseł do Parlamentu Europejskiego I kadencji.

## Życiorys
Kształcił się w zawodzie pracownika socjalnego. Został działaczem największej w kraju Konfederacji Chrześcijańskich Związków Zawodowych (ACV), a także powiązanych z nią organizacji pracowniczych. Zaangażował w działalność Chrześcijańskiej Partii Ludowej. Od 1953 był radnym i burmistrzem rodzinnego Hulshout, zachował tę funkcję do śmierci. Od 1961 do 1965 zasiadał w radzie prowincji Antwerpia, a od 1966 do 1968 pracował w gabinecie ministra Josa De Saegera. W latach 1968–1981 zasiadał w Senacie, zaś w latach 1971–1981 należał do rady kulturowej Wspólnoty Flamandzkiej (w 1980 przekształconej w parlament). W latach 1973–1974 i 1977–1981 sprawował mandat posła do Parlamentu Europejskiego, w 1979 po raz pierwszy wybrany w wyborach bezpośrednich. Należał do Europejskiej Partii Ludowej, zasiadał m.in. w Komisji ds. Socjalnych i Zatrudnienia. Zmarł w trakcie kadencji.
Odznaczony Orderem Leopolda. Od 1945 był żonaty, miał pięcioro dzieci. Jego syn Mark także został politykiem i jego następcą na stanowisku burmistrza.